# آناباسیس
آناباسیس روایت‌گر اردوکشی کورش کوچک علیه برادرش اردشیر دوم با امید تسخیر تخت شاهنشاهی هخامنشی برای خودش، عقب‌نشینی «ده هزار» مزدور یونانی ارتش کورش از بابل تا دریای سیاه پس از کشته شدن او، و در نهایت بازگشت ایشان به غرب آسیای کوچک است. نگارندهٔ این اثر، گزنفون، همراه این نیرو بود و شاهد عینی وقایعی بود که شرحشان در آناباسیس رفته‌است.

## عنوان
کلمهٔ آناباسیس (به یونانی: Ἀνάβασις) لفظاً به معنای بالا رفتن است و در یونان برای اشاره به هر سفری استفاده می‌شد که از ساحل دریا به سرزمین‌های مرتفع و کوهستانی‌تر صورت می‌گرفت، ولی به‌طور خاص این عبارت به سفر از سواحل غربی آسیای صغیر (ترکیهٔ امروزی) به دربار شاهنشاه هخامنشی در شهر شوش اشاره داشت.
از این نظر در حالت صحیح کلمهٔ آناباسیس تنها باید به بخش اول سفرنامهٔ گزنفون اطلاق شود.

## زمینهٔ تاریخی

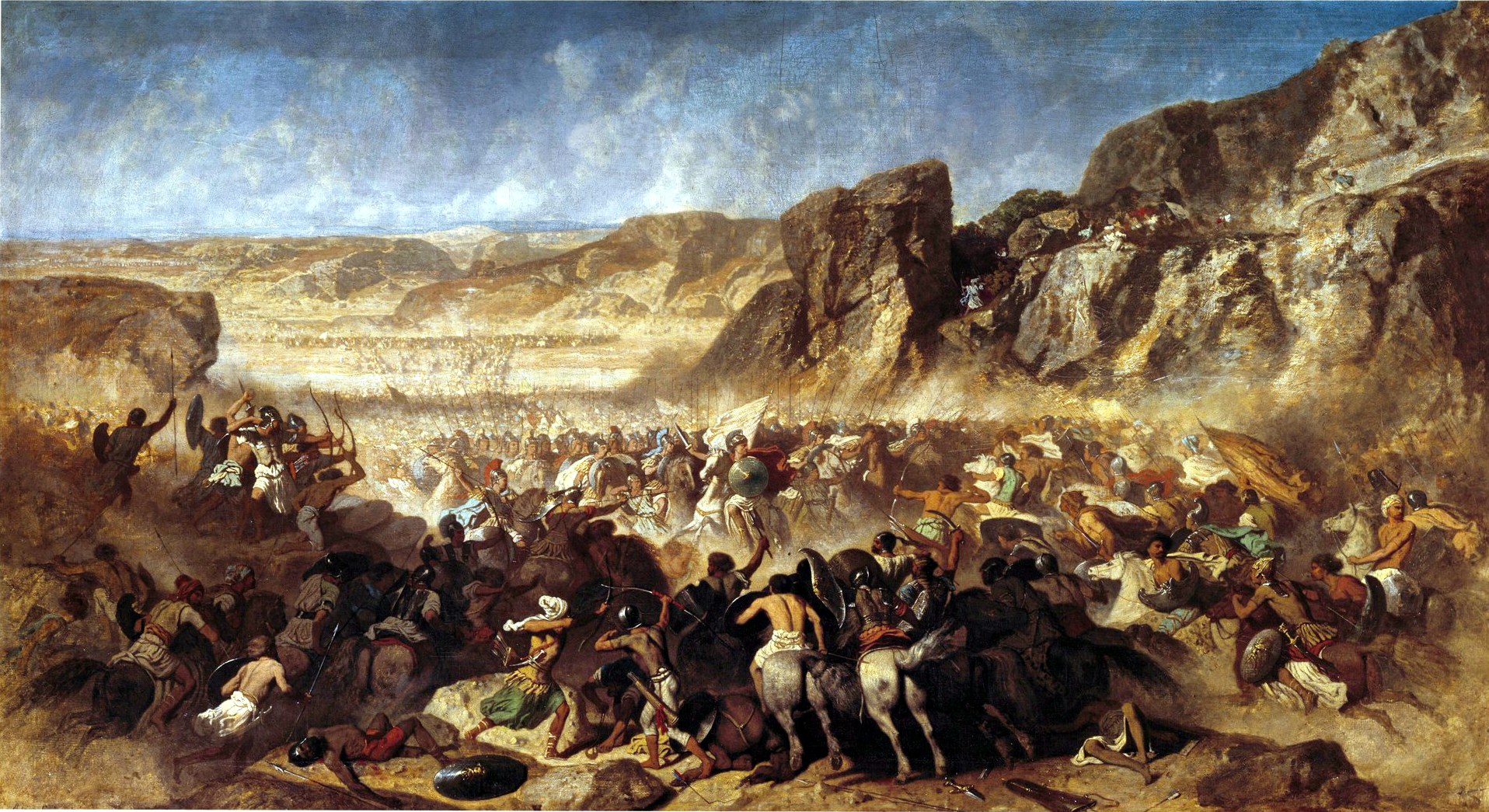
نگاره سرکشی کوروش کوچک علیه برادرش اردشیر دوم

طغیان ناموفق کوروش کوچک علیه برادرش اردشیر دوم در سال ۴۰۱ پ.م. روی داد. پیش از آن، کوروش نقشی برجسته در صحنه سیاست یونان ایفا کرده بود. در سال‌های انتهایی جنگ پلوپونز بین اسپارت و آتن، اسپارت‌ها با تیسافرن، ساتراپ لیدیه و کاریا، که فرمانده قوای هخامنشی در غرب آسیای صغیر بود پیمان اتحادی بسته بودند. تیسافرن امیدوار بود که بتواند با کمک اسپارت کنترل مستعمرات یونانی در سواحل آسیای صغیر را از چنگ آتن پس بگیرد. اسپارت‌ها هم به پول هخامنشی‌ها نیازمند بودند تا بتوانند ناوگانی بسازند که توان رویارویی با نیروی دریایی آتن را داشته باشد.
با این وجود، سردار آتنی آلکیبیادس، که در آن زمان در تبعید و مشاور تیسافرن بود، به او گفت که پیروزی اسپارت به سود شاهنشاهی هخامنشی نیست و منفعت در آن است که دولت‌شهرهای یونانی در جنگی فرسایشی یکدیگر را تضعیف کنند.
تیسافرن رای آلکیبیادس را پذیرفت و کمک به اسپارت‌ها را قطع کرد. اسپارت‌ها، که در شرف شکست قرار گرفته‌ بودند، شکایت تیسافرن را به نزد شاهنشاه هخامنشی داریوش دوم بردند. داریوش در پاسخ به این شکایت‌ها پسرش کوروش کوچک را به ساتراپی لیدیه و فرماندهی قوای هخامنشی در غرب آسیای صغیر منصوب کرد.
در نتیجه تیسافرن از اقتدار نظامی‌اش خلع شد و قلمروش تنها به کاریا تقلیل یافت.
کوروش در این زمان (۴۰۷ پ. م) تنها هفده سال داشت.
کوروش در نقش رهبری توانمند ظاهر شد و کمک‌هایش به اسپارت باعث شد ایشان بر آتنی‌ها پیروز شوند و جنگ پلوپنزی در نهایت پس از بیست و هفت سال به پایان رسید.
تقریباً همزمان با اتمام جنگ پلوپنزی، داریوش دوم مرگ خود را قریب‌الوقوع دید و پسرش کوروش را به بابل بازخواند.
حضور کوروش در جبههٔ جنگ پلوپنزی باعث شده‌بود که او دوستانی بسیار در شمار سرداران نیروهای پلوپنزی بیابد و همچنین از نزدیک نظاره‌گر تحول و ترقی سربازان و شیوه‌های جنگ‌آوری یونانی باشد.
از سوی دیگر با اتمام جنگ‌های پلوپنزی و برقراری صلح پس از بیست و هفت سال، هزاران سرباز یونانی که تجربه‌ای جز زندگی نظامی نمی‌شناختند پیشه و مشغله‌ای نداشتند.
این عوامل به این معنا بود که کوروش می‌توانست تعداد بسیاری از این سربازان یونانی را برای هدفش که غصب تاج‌وتخت شاهنشاهی بود اجیر کند.
گرنفون در آناباسیس می‌گوید که دلیل طغیان کوروش علیه برادرش اردشیر این بود که پس از مرگ داریوش دوم در ۴۰۵ پ.م. تیسافرن نزد اردشیر به کوروش افترا زد و گفت کوروش در حال دسیسه علیه اردشیر است. اردشیر کوروش را دستگیر کرد، ولی با وساطت مادرش پروشات او را آزاد کرد. کوروش که در این میان احساس می‌کرد تحقیر شده‌است، تصمیم گرفت علیه برادرش شورش کند.
از دیگر منابع چنین برمی‌آید که کوروش مدعی بود که او جانشین بر حق داریوش دوم است، چرا که بعد از تاجگذاری پدر متولد شده‌است، در حالی که اردشیر پیش از جلوس داریوش به تخت شاهنشاهی به دنیا آمده بود.

## نگارنده و تاریخچهٔ نگارش
گزنفون شاهد عینی وقایعی بود که شرحشان در آناباسیس رفته‌ است.
او به درخواست دوستش پراکسینوس، که یکی از ژنرال‌های یونانی کوروش بود، به خدمت کوروش درآمد. گزنفون در این زمان احتمالاً اندکی کمتر از سی سال سن داشت. با وجود سن نسبتاً کم و این امر که او اهل آتن بود و بخش عمدهٔ ارتش کوروش اهل پلوپونز، گزنفون در نهایت نقشی مهم در رهبری عقب‌نشینی قشون ده‌هزار نفری یونانی ایفا کرد.
تاریخ نگارش آناباسیس محل مناقشهٔ محققان بوده است.
بی‌شک روایت کتاب مبتنی بر یادداشت‌هایی است که گزنفون همزمان با رخ دادن حوادث که شرح آن‌ها رفته نوشته است.
باور بر این است که شکل نهایی آناباسیس زمانی شکل گرفته که این حوادث هنوز در ذهن نویسنده و هموطنانش تازه بوده‌اند.
و همچنین بنابر به تحلیل‌های شیوه‌شناسی، به‌نظر می‌رسد آناباسیس یکی از آثار اولیهٔ گزنفون باشد.
از سوی دیگر، گریزی کوتاه و زندگی‌نامه‌ای در کتاب پنجم احتمالاً دیرتر و در حدود ۳۷۰ پ.م. نوشته شده است،
و هنگامی که گزنفون در بند دوم از کتاب هلنیکا (که تاریخ نگارش آن در ۳۸۰ پ.م. است) به کوروش کوچک اشاره می‌کند، به خواننده توصیه می‌کند که برای آگاهی های بیشتر در مورد اردوکشی کوروش علیه برادرش به کتابی اثر تمیستوژنیس سیراکوزی مراجعه کند و ازین‌رو به‌نظر می‌رسد که در آن زمان آناباسیس در دسترس نبوده‌ است.
احتمال دارد که گزنفون آناباسیس را پس از بازگشت از آسیا به یونان (۳۹ پ. م) نوشته است، ولی انتشار آن را تا حدود ۳۷۰ پ.م. به تأخیر انداخته‌ است.
این احتمال هم می‌رود که تمیستوژنیس سیراکوزی نام مستعاری باشد که گزنفون، قبل از نگارش هلنیکا، آناباسیس را تحت آن منتشر کرده باشد.

## محتوا
آناباسیس روایت‌گر اردوکشی کورش کوچک علیه برادرش اردشیر دوم با امید تسخیر تخت شاهنشاهی هخامنشی برای خودش، عقب‌نشینی «ده هزار» مزدور یونانی ارتش کورش تا دریای سیاه پس از کشته شدن او، و در نهایت بازگشت ایشان به غرب آسیای صغیر است.

## سبک و ویژگی‌ها
سادگی، وضوح، و ظرافت متن از مختصات شیوه‌ای نگارش آناباسیس است و به آن جایگاهی والا در میان آثار سفرنامه‌ای و روایات ماجراجویانه داده‌است.
به گفتهٔ ایپولیت تن، «زیبایی شیوهٔ آناباسیس از جذابیت داستان آن فراتر می‌رود.»

## تأثیر و تأثر
اردوی ده‌هزار مزدور یونانی از ساردیس تا دروازه‌های بابل و عقب‌نشینی ایشان به سوی دریای سیاه از مهم‌ترین رویدادهای جهان باستان بود. اینکه نیروهای یونانی توانسته بودند نیروهای پرشمار پارسی را شکست دهند و بتوانند علیرغم میل اردشیر به یونان بازگردند، نمایانگر زوال و ضعف امپراتوری پهناور و دهشتناک هخامنشیان بود
سیاستمردان و فرماندهان یونانی معنای این رویداد را به‌سرعت دریافتند.
به نوشتهٔ فرانسیس بیکن:
این دانش‌آموز جوان فلسفه [گزنفون]، پس از آنکه فرماندهان یونانی به‌شکلی خائنانه به قتل رسیدند، رهبری این ده هزار سرباز را بر عهده گرفت و ایشان را از قلب سرزمین‌های مرتفع شاهنشاه به یونان بازگرداند و جهان را شگفت‌زده کرد و یونانیان پس از خود را به امری تشویق کرد که یونانیان پیش از او فکرش را هم به مخیل خود راه نمی‌دادند، یعنی هجوم علیه شاه بزرگ، که یاسون تسالی‌ای و آجیسیلائوس اسپارتی آن را امتحان کردند و عاقبت اسکندر مقدونی در انجام آن موفق بود و همه متکی برکرده‌های آن دانش‌آموز جوان بود.— 
روایت گزنفون برای به‌نمایش کشیدن کیفیت، شجاعت، استقلال، و انسانیت سربازان یونانی نوشته شده‌است و باعث شده که شارحان در قرون پس از گزنفون از ایشان با عناوینی چون «جمهوری متحرک»، «دموکراسی رژه‌رو»، و «تجسم آتن در میانهٔ آسیا» یاد کنند.
آناباسیس همچنین به‌جهت اطلاعاتی که دربارهٔ هنر جنگ در دنیای باستان بهٔ دست می‌دهد اهمیتی افزون دارد و منبعی مهم در باب تاریخ نظامی است.
گزنفون در راهبردها و فنون جنگ مهارت داشت و رهیافتش برای حل هر مشکل مانند پژوهشگر و متفکری بود که به راه‌حل‌های سنتی قانع نیست و به دنبال همخوانی بین راه‌حل و مشکل می‌گردد.
نبوغ و نوآوری‌های نظامی گزنفون بر اندیشهٔ نظامی یونان پس از خود تأثیری شگرف گذاشت.
این تأثیرات حتی تا روزگار مدرن نیز ادامه یافت. به نوشتهٔ تاریخ‌نویس نظامی آمریکایی در زمان جنگ داخلی آمریکا تئودور داچ:
پیش از اسکندر، مهم‌ترین سربازی که می‌توان از او دربارهٔ جنگ آموخت گزنفون است [...] این گزنفون بود که به جهان یاد داد که چگونه باید عقب‌نشینی کرد و چگونه باید پس‌قراول را رهبری کرد. آناباسیس بیش از هر دوجین کتاب دیگر سرشار از نوآوری‌های فنی و نظامی است و در این بیست و سه قرن هیچ کتاب آموزشی نظامی‌ای بهتر از آناباسیس نوشته نشده‌است.— 

## یادداشت
1. ↑  کوروش پسر داریوش دوم و پروشات و برادر کوچکتر اردشیر دوم (هخامنشی)، که برای تمایز از کوروش بزرگ با عنوان کوروش کوچک شناخته می‌شود.[۱]
2. ↑  به گفتهٔ گزنفون در آناباسیس، پروشات از بین دو پسرش کوروش را از اردشیر بیشتر دوست می‌داشت.[۱۴]
3. ↑  اصطلاحا «در رنگ ارغوانی متولد شده‌است.» ارغوانی رنگ مرتبط با پوشش خانواده سلطنتی بود، زیرا رنگ تولید آن بسیار گران درمی‌آمد.
4. ↑  چنین اتفاقی در تاریخ هخامنشی سابقه داشت و پس از مرگ داریوش بزرگ، پسر کوچکترش خشایارشا به تخت نشست و نه برادران بزرگترش که پیش از تاجگذاری داریوش بزرگ متولد شده بودند.
5. ↑  Proxenus

### کتابنامه
- Bacon, F. (1605). The Advancement of Learning. Retrieved 2021-10-24.
- Dodge, T.A. (1909). Alexander (به انگلیسی). Da Capo Press. ISBN 978-0-306-80690-2. Retrieved 2021-11-01.
- Meister, Klaus (2016-03-07), Themistogenes, of Syracuse, Oxford University Press, doi:10.1093/acrefore/9780199381135.013.6341
- Xenophon; CARLETON L. BROWNSON (1918). Xenophon: in seven volumes -- vol. III -- ANABASIS: BOOKS I-VII (به انگلیسی). London: W. Heinemann - G.P. Putnam's Sons. ISBN 0-674-99100-1. OCLC 3231818.